# Riptide (chanson)
Singles de Vance Joy
From Afar
(2013) Mess Is Mine
(2014)
Riptide (littéralement « à contre-courant ») est une chanson du chanteur australien Vance Joy sortie en 2013.

## Classements
| Classement (2013–15)                  | Meilleure position |
| ------------------------------------- | ------------------ |
| Allemagne (Media Control AG)          | 9                  |
| Australie (ARIA)                      | 6                  |
| Autriche (Ö3 Austria Top 40)          | 4                  |
| Belgique (Flandre Ultratip 100)       | 6                  |
| Belgique (Flandre Ultratop 50 Dance)  | 19                 |
| Belgique (Wallonie Ultratip 50)       | 4                  |
| Belgique (Wallonie Ultratop 50 Dance) | 27                 |
| Canada (Hot 100)                      | 13                 |
| Écosse (OCC)                          | 8                  |
| Espagne (PROMUSICAE)                  | 34                 |
| États-Unis (Hot 100)                  | 30                 |
| États-Unis (Rock Airplay)             | 1                  |
| États-Unis (Adult Contemporary)       | 16                 |
| États-Unis (Adult Pop Songs)          | 7                  |
| États-Unis (Pop Airplay)              | 18                 |
| France (SNEP)                         | 67                 |
| Irlande (IRMA)                        | 7                  |
| Israël (Media Forest)                 | 2                  |
| Norvège (VG-lista)                    | 37                 |
| Pays-Bas (Nederlandse Top 40)         | 26                 |
| Pays-Bas (Single Top 100)             | 50                 |
| Pologne (ZPAV)                        | 3                  |
| Tchéquie (IFPI Rádio)                 | 4                  |
| Tchéquie (IFPI Singles Digitál)       | 9                  |
| Royaume-Uni (UK Singles Chart)        | 10                 |
| Royaume-Uni (UK Indie Chart)          | 1                  |
| Slovaquie (IFPI Rádio)                | 2                  |
| Suède (Sverigetopplistan)             | 18                 |
| Suisse (Schweizer Hitparade)          | 17                 |